# ТЭФИ (премия, 2016)
«ТЭ́ФИ» — российская общенациональная индустриальная телевизионная премия за высшие достижения в области телевизионных искусств. Учреждена фондом «Академия российского телевидения» 21 октября 1994 года. Премия должна была стать российским аналогом американской телевизионной премии «Эмми». С 2014 года организатором проведения конкурса выступает некоммерческое партнёрство «Комитет индустриальных телевизионных премий» (НП «КИТП»).
Для участия в конкурсе «ТЭФИ—2016» принимались работы, произведённые и впервые вышедшие в эфир на одном из общероссийских телеканалов в период с 1 июня 2015 года по 31 мая 2016 года. Всего на рассмотрение жюри поступило 430 работ.

## Церемония
Двадцатая церемония награждения победителей в номинациях категории «Дневной эфир» и категории «Вечерний прайм» состоялась в два этапа в один день — 28 июня 2016 года. Местом проведения обоих этапов церемонии стала первая студия телевизионного технического центра «Останкино», а в качестве ведущего выступил Михаил Швыдкой. Телевизионная версия церемонии награждения в номинациях категории «Вечерний прайм» была подготовлена и показана в эфире телеканалом НТВ.

## Победители по каналам вещания
| Телеканал    | Дневной эфир | Дневной эфир | Вечерний прайм | Вечерний прайм | Всего  | Всего     |
| Телеканал    | Победы       | Номинации    | Победы         | Номинации      | Победы | Номинации |
| ------------ | ------------ | ------------ | -------------- | -------------- | ------ | --------- |
| Первый канал | 3            | 7            | 9              | 19             | 12     | 26        |
| ТНТ          | 0            | 3            | 4              | 10             | 4      | 13        |
| Россия-1     | 2            | 9            | 1              | 11             | 3      | 20        |
| НТВ          | 1            | 8            | 2              | 3              | 3      | 11        |
| Пятница!     | 2            | 5            | 1              | 1              | 3      | 6         |
| Россия-К     | 2            | 4            | 1              | 1              | 3      | 5         |
| Матч ТВ      | 2            | 3            | 0              | 1              | 2      | 4         |
| Пятый канал  | 1            | 3            | 0              | 4              | 1      | 7         |
| СТС          | 1            | 2            | 0              | 1              | 1      | 3         |
| Россия-24    | 0            | 0            | 1              | 1              | 1      | 1         |
| РЕН ТВ       | 0            | 1            | 0              | 2              | 0      | 3         |
| ТВ Центр     | 0            | 1            | 0              | 0              | 0      | 1         |
| Че           | 0            | 1            | 0              | 0              | 0      | 1         |

## Победители и финалисты

### Категория «Дневной эфир»
Победители указаны первыми и выделены отдельным цветом 
| Номинации                                           | Победители и финалисты                                              | Производитель                                               | Канал вещания |
| --------------------------------------------------- | ------------------------------------------------------------------- | ----------------------------------------------------------- | ------------- |
| Утренняя программа                                  | «Утро на 5»                                                         | ОАО «Телерадиокомпания „Петербург“»                         | Пятый канал   |
| Утренняя программа                                  | «Доброе утро»                                                       | ОАО «Первый канал»                                          | Первый канал  |
| Утренняя программа                                  | «Утро России»                                                       | ТПО «Россия-1»                                              | Россия-1      |
| Ведущий утренней программы                          | Юлия Высоцкая — «Выездная студия Юлии Высоцкой»                     | ООО «Продюсерский центр Андрея Кончаловского»               | НТВ           |
| Ведущий утренней программы                          | Феликс Невелев, Даша Александрова — «Утро на 5»                     | ОАО «Телерадиокомпания „Петербург“»                         | Пятый канал   |
| Ведущий утренней программы                          | Светлана Зейналова — «Доброе утро»                                  | ОАО «Первый канал»                                          | Первый канал  |
| Дневное ток-шоу                                     | «Игра в бисер»                                                      | ООО «Телекомпания „Цвет граната“» по заказу ГТРК «Культура» | Россия-К      |
| Дневное ток-шоу                                     | «Школа доктора Комаровского. Классный журнал»                       | ООО «ФИЛЬМ Ю ЭЙ ТЕЛЕВИЖН»                                   | Пятница!      |
| Дневное ток-шоу                                     | «Наедине со всеми»                                                  | ОАО «Первый канал»                                          | Первый канал  |
| Дневное ток-шоу                                     | «Открытая студия»                                                   | ОАО «Телерадиокомпания „Петербург“»                         | Пятый канал   |
| Развлекательная программа «Образ жизни»             | «Орёл и решка. Кругосветка»                                         | TeenSpirit                                                  | Пятница!      |
| Развлекательная программа «Образ жизни»             | «Пешком. Москва Метростроевская»                                    | ООО «Авторское телевидение»                                 | Россия-К      |
| Развлекательная программа «Образ жизни»             | «Дачный ответ»                                                      | OOO «ТЕЛЕЦЕХ»                                               | НТВ           |
| Развлекательная программа «Образ жизни»             | «О самом главном»                                                   | ООО «М-Продакшн Медиа»                                      | Россия-1      |
| Дневной телевизионный сериал                        | «Тайны следствия — 15»                                              | Форвард-фильм                                               | Россия-1      |
| Дневной телевизионный сериал                        | «Пуанты для Плюшки»                                                 | ООО «МАРС МЕДИА ЭНТЕРТЕЙНМЕНТ»                              | ТВ Центр      |
| Дневной телевизионный сериал                        | «Возвращение Мухтара»                                               | Студия 2В                                                   | НТВ           |
| Телеигра                                            | «Что? Где? Когда?»                                                  | ООО «Телекомпания „Игра-ТВ“»                                | Первый канал  |
| Телеигра                                            | «Где логика?»                                                       | ООО «Комеди Клаб Продакшн»                                  | ТНТ           |
| Телеигра                                            | «Сто к одному»                                                      | «Студия 2В»                                                 | Россия-1      |
| Телеигра                                            | «Своя игра»                                                         | «Студия 2В»                                                 | НТВ           |
| Реалити-шоу                                         | «Взвешенные люди»                                                   | ВайТ Медиа                                                  | СТС           |
| Реалити-шоу                                         | «Холостяк»                                                          | ФМП Групп                                                   | ТНТ           |
| Реалити-шоу                                         | «Выжить в лесу»                                                     | М-продакшн                                                  | Че            |
| Просветительская программа                          | «Большой балет»                                                     | ГТРК «Культура»                                             | Россия-К      |
| Просветительская программа                          | «НашПотребНадзор»                                                   | ООО Студия «Централ Телевижн»                               | НТВ           |
| Просветительская программа                          | «Чудо Техники» с Сергеем Малозёмовым                                | ООО «СТВ»                                                   | НТВ           |
| Программа для детей и юношества                     | «Умницы и умники»                                                   | ООО «Студия Юрия Вяземского „Образ-ТВ“»                     | Первый канал  |
| Программа для детей и юношества                     | «МастерШеф. Дети»                                                   | ВайТ Медиа                                                  | СТС           |
| Программа для детей и юношества                     | XVI Международный телевизионный конкурс юных музыкантов «Щелкунчик» | ГТРК «Культура»                                             | Россия-К      |
| Документальный проект                               | «1812—1815. Заграничный поход»                                      | Star Media, Студия «Babich-Design»                          | Первый канал  |
| Документальный проект                               | «Красная Пасха»                                                     | ООО «Авиатор Продакшн»                                      | НТВ           |
| Документальный проект                               | «Афон. Русское наследие»                                            | ООО «Авиатор Продакшн»                                      | НТВ           |
| Документальный проект                               | «Миропорядок»                                                       | ООО Кинокомпания «Мастерская»                               | Россия-1      |
| Документальный проект                               | «Специальный корреспондент»                                         | ООО «Центральная Студия»                                    | Россия-1      |
| Журналистское расследование                         | «Ревизорро. Новый сезон»                                            | ООО «Рейтинг-ТВ»                                            | Пятница!      |
| Журналистское расследование                         | «Бремя цыган»                                                       | ВГТРК                                                       | Россия-1      |
| Журналистское расследование                         | «Чёрные трансплантологи»                                            | ЗАО «Телекомпания РЕН ТВ»                                   | РЕН ТВ        |
| Эфирный/неэфирный промоушн телепрограмм             | «Блокада»                                                           | ТПО «Россия-1»                                              | Россия-1      |
| Эфирный/неэфирный промоушн телепрограмм             | Промо-ролик «Ревизорро» и «Ревизорро-шоу»                           | Департамент маркетинга телеканала «Пятница!»                | Пятница!      |
| Эфирный/неэфирный промоушн телепрограмм             | Промокампания запуска сериала «Измены»                              | Телеканал «ТНТ»                                             | ТНТ           |
| Телевизионный проект о спорте                       | «Путь на восток». Фёдор Емельяненко                                 | КБ-Продакшен                                                | Матч ТВ       |
| Телевизионный проект о спорте                       | «Гонщики. Звёздная Битва»                                           | 2B Production                                               | Пятница!      |
| Телевизионный проект о спорте                       | «Без страховки»                                                     | ООО «Красный квадрат»                                       | Первый канал  |
| Ведущий спортивной программы/спортивный комментатор | Владимир Стогниенко — Матч «ЦСКА» — «Спартак»                       | Матч ТВ                                                     | Матч ТВ       |
| Ведущий спортивной программы/спортивный комментатор | Дмитрий Губерниев — Биатлон                                         | Матч ТВ                                                     | Матч ТВ       |
| Ведущий спортивной программы/спортивный комментатор | Дмитрий Губерниев — Открытие ЧМ по водным видам спорта в Казани     | Россия-1                                                    | Россия-1      |

### Категория «Вечерний прайм»
Победители указаны первыми и выделены отдельным цветом 
| Номинации                                                   | Победители и финалисты                                                                        | Производитель                           | Канал вещания |
| ----------------------------------------------------------- | --------------------------------------------------------------------------------------------- | --------------------------------------- | ------------- |
| Репортёр/оператор репортажа                                 | Евгений Поддубный, Александр Пушин, Мероб Меробов — «Освобождение Пальмиры»                   | ВГТРК                                   | Россия-1      |
| Репортёр/оператор репортажа                                 | Виталий Чащухин — «Призрак фашизма»                                                           | ОАО «Телерадиокомпания „Петербург“»     | Пятый канал   |
| Репортёр/оператор репортажа                                 | Иван Благой — «Выставка информационных технологий в Ганновере»                                | ОАО «Первый канал»                      | Первый канал  |
| Репортёр/оператор репортажа                                 | Илья Федосов, Виктор Худи — «Не насоли»                                                       | ОАО «Телекомпания НТВ»                  | НТВ           |
| Репортёр/оператор репортажа                                 | Вячеслав Николаев, Кирилл Пикторинский — «Чёрные трансплантологи»                             | ЗАО «Телекомпания РЕН ТВ»               | РЕН ТВ        |
| Информационно-аналитическая итоговая программа              | «Центральное телевидение»                                                                     | ООО Студия «ЦТ»                         | НТВ           |
| Информационно-аналитическая итоговая программа              | «Главное»                                                                                     | ОАО «Телерадиокомпания „Петербург“»     | Пятый канал   |
| Информационно-аналитическая итоговая программа              | «Воскресное время»                                                                            | ОАО «Первый канал»                      | Первый канал  |
| Ведущий информационно-аналитической итоговой программы      | Вадим Такменёв — «Центральное телевидение»                                                    | ООО Студия «ЦТ»                         | НТВ           |
| Ведущий информационно-аналитической итоговой программы      | Ирада Зейналова — «Воскресное время»                                                          | ОАО «Первый канал»                      | Первый канал  |
| Ведущий информационно-аналитической итоговой программы      | Ника Стрижак — «Главное»                                                                      | ОАО «Телерадиокомпания „Петербург“»     | Пятый канал   |
| Информационная программа                                    | «Вести в 23:00»                                                                               | ВГТРК, ЭСМИ РИК «Россия 24»             | Россия-24     |
| Информационная программа                                    | «Сейчас»                                                                                      | ОАО «Телерадиокомпания „Петербург“»     | Пятый канал   |
| Информационная программа                                    | «Вечерние новости»                                                                            | ОАО «Первый канал»                      | Первый канал  |
| Ведущий информационной программы                            | Дмитрий Борисов — «Вечерние новости»                                                          | ОАО «Первый канал»                      | Первый канал  |
| Ведущий информационной программы                            | Сергей Брилёв — «Вести в субботу»                                                             | ВГТРК                                   | Россия-1      |
| Ведущий информационной программы                            | Пётр Марченко — «Новости»                                                                     | ЗАО «Телекомпания РЕН ТВ»               | РЕН ТВ        |
| Интервьюер                                                  | Владимир Познер — «Познер»                                                                    | ОАО «Первый канал»                      | Первый канал  |
| Интервьюер                                                  | Юлия Меньшова — «Наедине со всеми»                                                            | ОАО «Первый канал»                      | Первый канал  |
| Интервьюер                                                  | Владимир Соловьёв — «Миропорядок»                                                             | Россия-1                                | Россия-1      |
| Вечернее ток-шоу                                            | «Ревизорро-Шоу»                                                                               | ООО «Рейтинг-ТВ»                        | Пятница!      |
| Вечернее ток-шоу                                            | «Давай поженимся»                                                                             | ООО «Красный квадрат»                   | Первый канал  |
| Вечернее ток-шоу                                            | «Воскресный вечер с Владимиром Соловьёвым»                                                    | М-Продакшн Групп                        | Россия-1      |
| Развлекательная программа                                   | «Голос. Дети»                                                                                 | ОАО «Первый канал»                      | Первый канал  |
| Развлекательная программа                                   | «Танцы»                                                                                       | ООО «Комеди Клаб Продакшн»              | ТНТ           |
| Развлекательная программа                                   | «Синяя птица»                                                                                 | Россия-1, «Красный квадрат»             | Россия-1      |
| Ведущий развлекательной программы                           | Иван Ургант — «Вечерний Ургант»                                                               | ОАО «Первый канал»                      | Первый канал  |
| Ведущий развлекательной программы                           | Дмитрий Нагиев — «Голос. Дети»                                                                | ОАО «Первый канал»                      | Первый канал  |
| Ведущий развлекательной программы                           | Дарья Златопольская, Денис Мацуев — «Синяя птица»                                             | Россия-1, «Красный квадрат»             | Россия-1      |
| Юмористическая программа/шоу                                | «Вечерний Ургант»                                                                             | ОАО «Первый канал»                      | Первый канал  |
| Юмористическая программа/шоу                                | «Дежурный по стране»                                                                          | ООО «Авторское телевидение»             | Россия-1      |
| Юмористическая программа/шоу                                | «Comedy Club»                                                                                 | ООО «Комеди Клаб Продакшн»              | ТНТ           |
| Телевизионная многосерийная комедия/Ситком                  | «Интерны»                                                                                     | ООО «Комеди Клаб Продакшн»              | ТНТ           |
| Телевизионная многосерийная комедия/Ситком                  | «Физрук»                                                                                      | Good Story Media                        | ТНТ           |
| Телевизионная многосерийная комедия/Ситком                  | «Кухня»                                                                                       | АО «ВБД Груп»                           | СТС           |
| Телевизионный фильм/сериал                                  | «Измены»                                                                                      | KINOTREST                               | ТНТ           |
| Телевизионный фильм/сериал                                  | «Метод»                                                                                       | ПК «СРЕДА»                              | Первый канал  |
| Телевизионный фильм/сериал                                  | «Тихий Дон»                                                                                   | Кинокомпания Москино, Россия-1          | Россия-1      |
| Режиссёр телевизионного фильма/сериала                      | Вадим Перельман — «Измены»                                                                    | KINOTREST                               | ТНТ           |
| Режиссёр телевизионного фильма/сериала                      | Юрий Быков — «Метод»                                                                          | ПК «СРЕДА»                              | Первый канал  |
| Режиссёр телевизионного фильма/сериала                      | Сергей Урсуляк — «Тихий Дон»                                                                  | Кинокомпания Москино, Россия-1          | Россия-1      |
| Лучший актёр телевизионного фильма/сериала                  | Константин Хабенский — «Метод»                                                                | ПК «СРЕДА»                              | Первый канал  |
| Лучший актёр телевизионного фильма/сериала                  | Иван Охлобыстин — «Интерны»                                                                   | ООО «Комеди Клаб Продакшн»              | ТНТ           |
| Лучший актёр телевизионного фильма/сериала                  | Дмитрий Нагиев — «Физрук»                                                                     | Good Story Media                        | ТНТ           |
| Лучшая актриса телевизионного фильма/сериала                | Елена Лядова — «Измены»                                                                       | KINOTREST                               | ТНТ           |
| Лучшая актриса телевизионного фильма/сериала                | Дарья Урсуляк — «Тихий Дон»                                                                   | Кинокомпания Москино, Россия-1          | Россия-1      |
| Лучшая актриса телевизионного фильма/сериала                | Паулина Андреева — «Метод»                                                                    | ПК «СРЕДА»                              | Первый канал  |
| Телевизионный продюсер сезона                               | Юрий Аксюта — «Голос. Дети»                                                                   | ОАО «Первый канал»                      | Первый канал  |
| Телевизионный продюсер сезона                               | Александр Цекало — «Метод», «Саранча», «Клим», «Лучше не бывает»                              | ПК «СРЕДА»                              | Первый канал  |
| Телевизионный продюсер сезона                               | Вячеслав Дусмухаметов — «Танцы»                                                               | ООО «Комеди Клаб Продакшн»              | ТНТ           |
| Телевизионный продюсер сезона                               | Сергей Шумаков, Александр Кормилицын — «С молитвой о Пальмире. Музыка оживляет древние стены» | ВГТРК                                   | Россия-1      |
| Событие телевизионного сезона                               | Война и мир. Читаем роман                                                                     | ВГТРК                                   | Россия-К      |
| Событие телевизионного сезона                               | Создание и запуск телеканала «Матч ТВ»                                                        | ООО «Национальный Спортивный Телеканал» | Матч ТВ       |
| Событие телевизионного сезона                               | «Метод»                                                                                       | ПК «СРЕДА»                              | Первый канал  |
| Специальный приз                                            | «День добрых дел»                                                                             | ОАО «Телерадиокомпания „Петербург“»     | Пятый канал   |
| Специальный приз                                            | Сергей Шумаков, Александр Кормилицын — «С молитвой о Пальмире. Музыка оживляет древние стены» | ВГТРК                                   | Россия-1      |
| Специальный приз "За создание и запуск телеканала «Матч ТВ» | Матч ТВ                                                                                       |                                         |               |
| Специальный приз «Эфирный промоушн Первого канала»          | Первый канал                                                                                  |                                         |               |